# Ковтун Валерій Іванович
Валерій Іванович Ковтун (нар. 28 червня 1948, Новоселиця, Чернівецька область) — коломийський громадсько-політичний діяч, краєзнавець, філокартист, директор Коломийського педагогічного коледжу (з грудня 2001). Член НСКУ (з 2009) та НСЖУ (з 2022), Почесний краєзнавець України (2018). Почесний громадянин Коломиї (2019).

## Біографія
Народився 28 червня 1948 року в місті Новоселиця Чернівецької області. Закінчив Чернівецький державний університет за спеціальністю «Математика» (1971 р.). З 1977 р. — заступник директора, а з грудня 2001-го – директор Коломийського педагогічного коледжу.
Із 1978 року розпочалося знайомство з коломийським краєзнавством та поглибленим вивченням історії України. З 2000 року почав займатися видавничими та культурологічними проектами. За багато років діяльності Валерія Ковтуна було запущено безліч проектів: «Українське мистецтво у старій листівці», «Коломия у світі мистецтв», «Вивчаймо нашу історію», «Коломийська бібліотека», «Коломия в новітній історії України», «Музей коломийської книги та української мови».
У рік 80-річчя УПА на Прикарпатті як журналіст підготував 12 статей у газету «Вільний голос» про героїв УПА за матеріалами книг із Музею коломийської книги.
У 2010 році Валерій Ковтун відродив Січові свята в Коломиї біля пам’ятної дошки Кирилу Трильовському, засновнику січово-стрілецького руху на Гуцульщині й Покутті.
30 вересня 2010 року за ініціативою Валерія Ковтуна була відкрита пам'ятна таблиця з барельєфом Кирила Трильовського. У серпні 2016 року з нагоди 150-річчя друкарства був встановлений пам'ятник першодрукарям Коломиї – братам Білоусам. У червні 2019 року спільно з Уляною Мандрусяк став автором проекту встановлення пам'ятної дошки Миколі Верещинському. У листопаді 2022 року ініціював встановлення пам'ятної дошки відомому педагогу Мирославу Стельмаховичу.
30 вересня 2018 року створив Музей коломийської книги, де представлено літературу, видану в Коломиї із 1864 року до сьогодення. У червні 2019 року в стінах Музею коломийської книги за сприянням Валерія Ковтуна відкрився Музей української мови.
У 2010 році видав книгу «Золота доба коломийської листівки». У вересні 2024 року представив книгу «Січові традиції в Коломиї».
У квітні 2025 року відбулася презентація історико-культурологічних проєктів та альбому «Місто видавничих традицій» у Коломиї з нагоди 25-річчя його видавничої діяльності.

## Нагороди
- Орден «За заслуги» III ст. (4 жовтня 2015) — за значний особистий внесок у розвиток національної освіти, підготовку кваліфікованих фахівців, багаторічну плідну педагогічну діяльність та високий професіоналізм[16]
- Почесний громадянин Коломиї (25 липня 2019) — за вагомий внесок у розвиток національної освіти, активну громадсько-просвітницьку роботу в місті Коломиї та краї[17][18]
- Почесний краєзнавець України (2018)[19]
- Заслужений працівник освіти України (2008)[2]
- Медаль «Будівничий України» (2007)[4]
- Медаль «За жертовність і любов до України» (2018)
- Медалі «100 років ЗУНР», до 150-річчя «Просвіти» (2018)[2]
- Книга пошани міста Коломиї (2007)[20]